# Eclytus coccineus
Eclytus coccineus là một loài tò vò trong họ Ichneumonidae.